# Miswijn

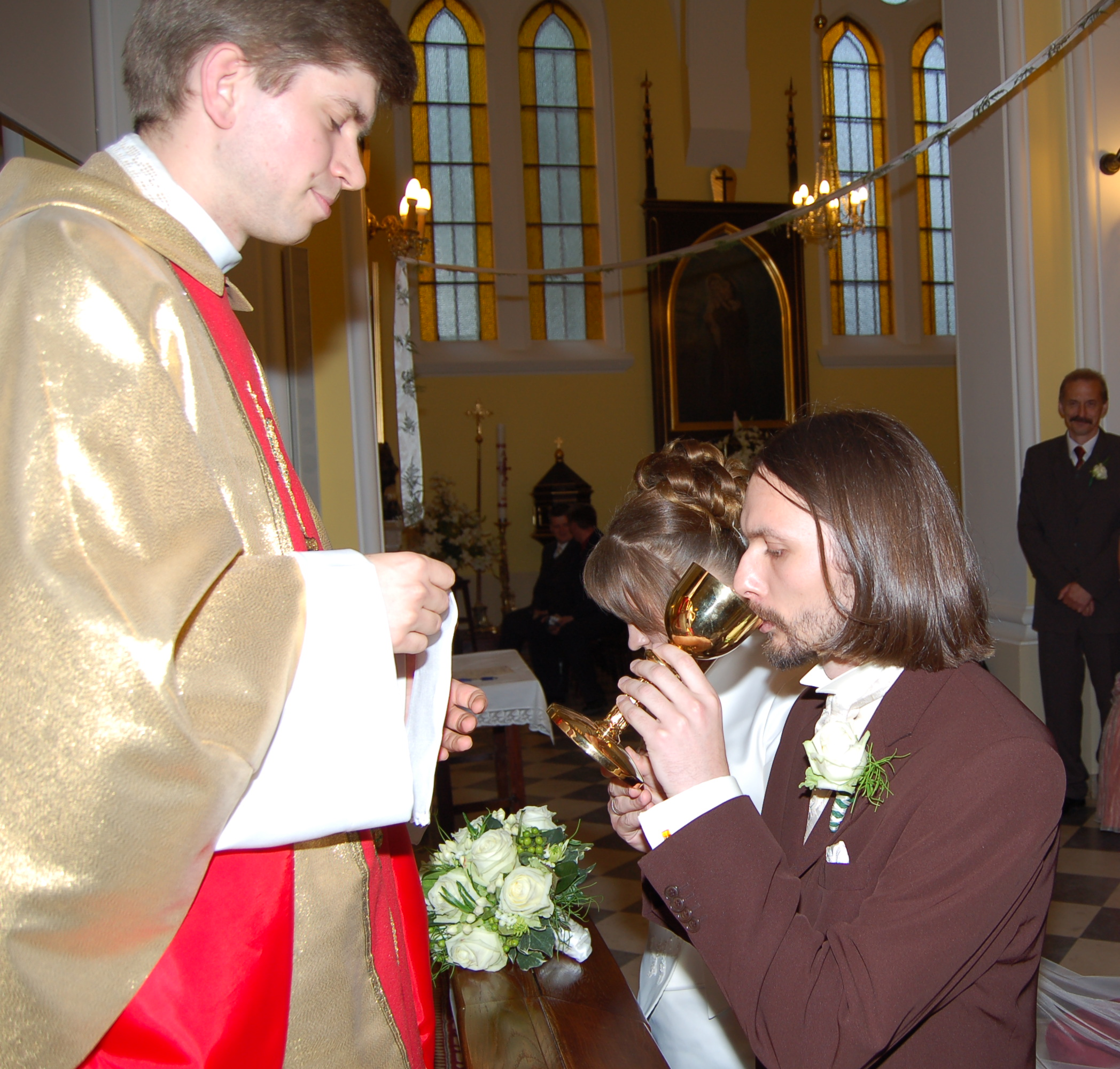
Een bruidegom drinkt miswijn tijdens de huwelijksceremonie

Miswijn is de wijn die gebruikt wordt in de misdiensten of de liturgie tijdens de eucharistievieringen van de christelijke kerken. In de middeleeuwen hadden veel kloosters een wijngaard om miswijn te maken, vaak van Imyglikos.

## Latijnse ritus
Miswijn dient binnen de Rooms-Katholieke Kerk aan bepaalde voorwaarden te voldoen om erkend te worden door de Nationale Raad voor Liturgie. Er worden hierdoor enkele eisen gesteld aan miswijn, voordat deze gebruikt kan worden in de liturgie. De wijn moet natuurlijke druivenwijn zijn en niet bedorven (bijvoorbeeld niet tot azijn vergist). De wijn mag wit of rood, weinig of sterk alcoholisch, zoet of droog zijn. Als met het oog op de houdbaarheid extra alcohol wordt toegevoegd, dan moet die alcohol ook afkomstig zijn van druiven. De miswijn moet hierdoor minimaal 14% alcohol bevatten om bederving te voorkomen. Tijdens de mis moet er een weinig water vermengd worden met de wijn. Dit symboliseert de twee naturen (de goddelijke en de menselijke natuur) van Jezus.
In de vroege kerk ontvingen zowel geestelijken als leken de gewijde wijn bij het drinken uit de kelk, na het ontvangen van een deel van het gewijde brood. Als gevolg van vele factoren, waaronder de moeilijkheid om wijn in Noord-Europese landen te verkrijgen (waar het klimaat niet geschikt was voor wijnbouw), werd het drinken uit de kelk grotendeels beperkt tot het vieren van priester, terwijl de leken de communie alleen in de vorm van brood ontvingen. Dit verminderde ook het symbolische belang van het kiezen van wijn van rode kleur.
Tot in de 16e eeuw werd uitsluitend een rode kleur wijn gebruikt. Het rood in rode wijn had namelijk het bloed van Jezus als symbool. In 1478 werd voor het eerst witgeperste wijn als miswijn toegestaan. Paus Sixtus IV gaf op 8 oktober 1478 toestemming om witgeperste rode wijn te gebruiken. Dat was praktischer omdat op kostbare liturgische gewaden en andere paramenten rode wijnvlekken goed zichtbaar waren en slecht verwijderd konden worden. Tegenwoordig is het gebruik van witte miswijn gebruikelijk. De miswijn werd echter niet gemaakt van witte druiven. Omdat de rode druiven witgeperst werden, ging het om rode wijn die wit van kleur was. Tijdens het Concilie van Trente werd bepaald dat elke wijn, van welke kleur dan ook, als miswijn mocht worden gebruikt.

## Oosterse liturgie
Binnen de oosterse- en oriëntaals-orthodoxe kerken wordt in de liturgie alleen rode wijn gebruikt, omdat rood het bloed van Jezus symboliseert. Ook voor de orthodoxe kerken geldt dat miswijn van natuurlijke druivenwijn moet zijn gemaakt. Tevens wordt de wijn ook bij deze kerken met water vermengd. Hierbij wordt verwezen naar het bloed en het water dat uit de zijde van Jezus kwam.

## Protestantisme
In het protestantisme spreekt men van avondmaalswijn. Evenals de orthodoxe christenen gebruiken protestanten vanwege het symbolisch karakter van de kleur meestal rode wijn als avondmaalswijn. Vanaf 1869 wordt onder invloed van de drankbestrijding in verschillende evangelische kerken de wijn ook wel vervangen door rood druivensap houdbaar gemaakt door pasteurisatie.